# Drumpt
Drumpt is een voormalig dorp in de Nederlandse provincie Gelderland, dat aan het eind van de 20e eeuw opgeslokt is door de gemeente en later de stad Tiel. Drumpt is gelegen in de wijk Tiel-Noord aan de A15 in het noordwesten van de stad. Het telde 2.085 inwoners op 1 januari 2020.
De oudste vermelding van Drumpt is in een oorkonde van 12 augustus 850: graaf Balderik schonk goederen in 'Thrumiti' aan de kerk van Utrecht. In 1200 werd de kerk van Drumpt ondergebracht bij de kerk van Tiel. In 1523 werden het dorp en kerspel onder het gerecht van Tiel gevoegd.
In Drumpt bevond zich sinds begin 14e eeuw het kasteel Geerestein. In de 19e eeuw is dit kasteel afgebroken.
Van 1811 tot 1817 viel Drumpt onder de gemeente Zoelen. Hierna werd het dorp bij de gemeente Wadenoijen gevoegd, totdat het in 1956 onderdeel van Tiel werd.
Het dorp breidde al uit voordat het bij Tiel ging horen. Nadat het was opgegaan in Tiel is het zuidelijke buitengebied volgebouwd. Dit deel staat bekend als Drumpt-Zuid. Het eigenlijke hart vormt de Dorpsstraat. De hervormde kerk van Drumpt, een Waterstaatskerk uit 1861, bevindt zich aan de Burgemeester Meslaan.
Drumpt heeft van oudsher een eigen corsowagen, die meerijdt tijdens het jaarlijkse Fruitcorso in Tiel.
Stad: Tiel

Dorpen: Drumpt · Kapel-Avezaath (deels) · Kerk-Avezaath (deels) · Wadenoijen

Buurtschappen: Bergakker · Medel · Passewaaij · Zennewijnen (deels)

Gelderland: Steden en dorpen in Gelderland      Nederland: Provincies · Gemeenten